# Застава Семен Андрійович
Семен Андрійович Застава (нар. 25 квітня 1900, село Івановська Лисиця, тепер Грайворонського району Бєлгородської області, Російська Федерація — ?) — український радянський діяч, новатор виробництва, шахтар, завідувач шахти «Капітальна» тресту «Макіїввугілля» Сталінської області. Депутат Верховної Ради СРСР 1-го скликання. Кандидат у члени ЦК КП(б)У в травні 1940 — серпні 1946 р. і у січні 1949 — вересні 1952 р. Член ЦК КП(б)У в серпні 1946 — січні 1949 р.

## Біографія
З березня 1918 року служив у Червоній армії, брав участь у громадянській війні в Росії.
З 1920 року працював коногоном, вибійником, десятником, начальником дільниці на шахтах Донбасу.
Освіта середня. Член ВКП(б) з 1930 року.
У 1932—1938 роках — начальник дільниці «Амур-2» шахти імені Леніна тресту «Макіїввугілля» Донецької (Сталінської) області. Стахановець, новатор виробництва.
З серпня 1938 року — начальник (завідувач) шахти «Капітальна» тресту «Макіїввугілля» комбінату «Сталінвугілля» Сталінської області.
На 1943 рік — начальник шахти № 26 комбінату «Карагандавугілля» Казахської РСР.
Після завершення німецько-радянської війни працював на керівних посадах у вугільній галузі Донбасу.

## Звання
- старший лейтенант

## Нагороди
- орден Леніна (17.02.1939)
- орден Трудового Червоного Прапора (1943)
- ордени
- медалі